# Jarbas Nogueira de Medeiros Silva
Jarbas Nogueira de Medeiros Silva (São Gonçalo do Sapucaí, Minas Gerais, 17 de agosto de 1930 - Belo Horizonte, Minas Gerais, 12 de novembro de 2005) foi um advogado e político brasileiro do estado de Minas Gerais. Foi deputado estadual em Minas Gerais, durante o período de 1967 a 1975 (5ª e 6ª legislaturas), respectivamente pelo PR e pela ARENA.